# Charlie og chokoladefabrikken (film fra 2005)
 For alternative betydninger, se Charlie og chokoladefabrikken. (Se også artikler, som begynder med Charlie og chokoladefabrikken)
Charlie og chokoladefabrikken (originaltitel: Charlie and the Chocolate Factory) er en amerikansk film fra 2005 baseret på børnebogen af samme navn fra 1964 af forfatteren Roald Dahl. Den er instrueret af Tim Burton, og Johnny Depp spiller hovedrollen som Willy Wonka, mens Freddie Highmore har rollen som Charlie Bucket. 
Dette er den anden og seneste filmatisering af børnebogen. Den første er fra 1971 og havde originaltitlen Willy Wonka & the Chocolate Factory (dansk titel Charlie og chokoladefabrikken) med Gene Wilder som Willy Wonka og Peter Ostrum som Charlie Bucket.

## Medvirkende
| Rolle              | Skuespiller                         | Danske stemmer     |
| ------------------ | ----------------------------------- | ------------------ |
| Willy Wonka        | Johnny Depp Blair Dunlop (som barn) | Caspar Phillipson  |
| Charlie Bucket     | Freddie Highmore                    | Jamie Morton       |
| Bedstefar Joe      | David Kelly                         | Jørgen Teytaud     |
| Fru Bucket         | Helena Bonham Carter                | Vibeke Hastrup     |
| Hr. Bucket         | Noah Taylor                         | Henrik Lykkegaard  |
| Fru Beauregarde    | Missi Pyle                          |                    |
| Hr. Salt           | James Fox                           |                    |
| Umpa-lumpaer       | Deep Roy                            | Johnny Jørgensen   |
| Tandlæge Wonka     | Christopher Lee                     | Nis Bank-Mikkelsen |
| Hr. Teve           | Adam Godley                         |                    |
| Fru Gloop          | Franziska Troegner                  |                    |
| Violet Beauregarde | AnnaSophia Robb                     | Sophie Larsen      |
| Veruca Salt        | Julia Winter                        | Thea Iven Ulstrup  |
| Mike Teve          | Jordan Fry                          | Zacharias Grassme  |
| Augustus Gloop     | Philip Wiegratz                     | Søren Ydemark      |

## Musik
Originalmusikken er skrevet og udført af Danny Elfman, der har samarbejdet med instruktøren Tim Burton i en lang række andre film, blandt andre Pee-wees store eventyr, Beetlejuice, Batman, Batman vender tilbage, Edward Saksehånd, Sleepy Hollow, Mars Attacks!, Big Fish, The Nightmare Before Christmas og Corpse Bride. Teksterne til umpa-lumpa-sangene er Roald Dahls fra romanen.
Soundtracket til filmen blev udgivet i 2005. 
Sangene i den rækkefølge, de optræder i filmen:
1. «Wonka's Welcome Song»: The Welcome Puppets (vokal af Danny Elfman).
2. «Augustus Gloop»: Umpa-lumpaene (vokal af Danny Elfman. Medvirkende er også The Alleyns School Brass Ensemble).
3. «Violet Beauregarde»: Umpa-lumpaene (vokal af Danny Elfman).
4. «Veruca Salt»: Umpa-lumpa (vokal af Danny Elfman).
5. «Mike Teavee»: Umpa-lumpaene (vokal af Danny Elfman).